# Мойо Алкантара
Мо̀йо Алка̀нтара (на италиански: Mojo Alcantara; на сицилиански: Moju, Мою) е село и община в Южна Италия, провинция Месина, автономен регион и остров Сицилия. Разположено е на 535 m надморска височина. Населението на общината е 756 души (към 2011 г.).